# Theodore Maiman
Theodore Harold Maiman (* 11. Juli 1927 in Los Angeles, Kalifornien; † 5. Mai 2007 in Vancouver) war ein US-amerikanischer Physiker. 1960 entwickelte er den ersten funktionstüchtigen Laser.

## Leben und Werk
Maiman war Sohn des Elektrotechnikers Abraham Maiman, der für AT&T arbeitete. Der Vater war ein Erfinder, der unter anderem auch das Stethoskop verbesserte. Maiman sr. hätte es gern gesehen, wenn sein Sohn Arzt geworden wäre, doch entschied sich dieser für die Physik.
Er studierte Ingenieurwissenschaften zunächst an der University of Colorado und danach an der Stanford University, wo er 1955 in Physik promovierte. Gleichwohl war er nicht an einer akademischen Karriere interessiert, sondern vielmehr an der Grundlagenforschung. Daher arbeitete er  zunächst für Hughes Research Laboratories, einen kalifornischen Luftfahrt-Hersteller, der dem exzentrischen Milliardär Howard Hughes gehörte. Die Firma war damals eine Brutstätte an Innovationen, die ihre Produktivität Militäraufträgen und einem Stab außergewöhnlicher Wissenschaftler verdankte. So wurde etwa auch Richard Feynman vom Caltech zu Hughes Research eingeladen, um Seminare abzuhalten.
Zunächst entwickelte Maiman eine miniaturisierte Version des Masers, eines Vorläufers des Lasers, und wollte dann nicht mehr Mikrowellen, sondern Licht konzentrieren. Aufgrund entmutigender Berichte aus anderen Forschungsinstituten untersagten ihm seine Vorgesetzten die weitere Laser-Forschung. Seine Kündigungsdrohung und die private Weiterarbeit am Laser bewirkten jedoch ein Einlenken und es wurde ihm für neun Monate ein Etat von 50.000 US-Dollar sowie ein Assistent bewilligt.
Er entwickelte am 16. Mai 1960 mit seinem Assistenten Charles Asawa den ersten funktionierenden Laser, es handelte sich dabei um einen Rubinlaser. Eine Beschreibung seines Gerätes reichte er zunächst bei den Physical Review Letters ein, die jedoch eine Veröffentlichung seines Manuskriptes ablehnten. Die gleichfalls hochrangige Fachzeitschrift Nature nahm das Manuskript an und veröffentlichte es im August 1960, mit der Folge, dass Maimans Erfindung rasch und in vielerlei Abwandlungen von anderen Forschern nachgebaut wurde. Da jedoch Hughes die Entwicklung des Lasers immer noch nur unzureichend unterstützte, verließ Maiman Hughes Research Laboratories und gründete 1962 seine eigene Firma Korad Corporation. Hughes’ Zurückhaltung, die heute kaum nachvollziehbar erscheint, hatte ihre Ursache darin, dass auch viele Forscher damals zunächst keine praktische Nutzanwendung für Laser ausmachen konnten. So beschrieb auch Maiman selbst den Laser als „eine Lösung, die ein Problem sucht“. Das US-amerikanische Patent auf sein Werk erhielt er am 14. November 1967.
Nach seiner Erfindung arbeitete Maiman auf dem Gebiet der nichtlinearen Optik und gründete weitere Firmen, die sich mit der Entwicklung von Lasern und deren Anwendungen befassten.
Für seine Laserforschung erhielt er viele Ehrungen. So wurde er u. a. 1980 Mitglied der National Academy of Sciences und 1984 in die National Inventors Hall of Fame aufgenommen. Auf dem Rückflug von dieser Auszeichnung lernte er seine zweite Frau Kathleen kennen.
Maiman profitierte später selbst von seiner Erfindung, als er sich im Jahr 2000 in München einem operativen Lasereingriff an der Prostata unterzog.
Theodore Maiman starb an systemischer Mastozytose, einer seltenen, genetisch bedingten Hauterkrankung.

## Auszeichnungen
- 1966: Fannie and John Hertz Science Award
- 1966: Oliver E. Buckley Condensed Matter Prize der American Physical Society
- 1976: R. W. Wood Prize
- 1984: Wolf-Preis
- 1987: Japan-Preis